# Lej Feng
Lej Feng (také Lei Feng; čínsky 雷锋, pchin-jin Léi Fēng; 18. prosince 1940, Wang-čcheng, Čína – 15. srpna 1962, Fu-šun, Čína) byl voják Čínské lidové osvobozenecké armády a v Čínské lidové republice je považován za komunistickou legendu. Po své smrti byl prezentován jako osoba oddaná Komunistické straně a Mao Ce-tungovi. V roce 1963 se stal předmětem celonárodní propagandistické kampaně „Učme se od Lej Fenga.“

## Život
Narodil se ve městě Wang-čcheng v provincii Chu-nan. V útlém věku osiřel, jeho otec zemřel, když měl Lej Feng 5 let (byl zabit japonskou armádou) a matka spáchala sebevraždu. Lej Feng se připojil k Rudé armádě, když za války procházela jeho vesnicí. Zahynul na dvoře kasáren pod koly nákladního auta.

## Kampaně
V období mezi Velkým skokem vpřed (1958-1960/1961) a Kulturní revolucí (1966-1976) se Mao Ce-tung zdržoval převážně na jihu země a za pomoci ministra obrany Lin Piaa a své manželky Ťiang Čching se soustředil především na rozvoj armády. 12 000 vysokých armádních funkcionářů muselo odejít do základních jednotek, aby podpořili výchovnou kampaň s názvem „Studium Mao-Cetungových myšlenek.“ Z armády se tato kampaň postupně přenášela do celé společnosti. Aby byla kampaň co nejúčinnější, museli se do ní zapojit sami vojáci. Měli nejen číst, ale i psát reportáže a povídky, ve kterých popíšou své životní příběhy. Nejčastějším hrdinou byl prostý voják, který prokázal službu vlasti a bohužel při tom tragicky zahynul. Jedním z těchto vojáků byl i Lej Feng.
Po Lej Fengově smrti se našel jeho deník plný ód na předsedu Maa a naivních mravoučných příběhů. Právě tyto příběhy několik týdnů opakovaně zveřejňovala média, na jejich tematiku byly napsány divadelní hry, které se hrály ve všech divadlech, o Lej Fengovi se zpívaly písně. Společným mottem příběhů byla touha stát se nerezavějícím šroubkem v soukolí Mao Ce-tungova státu. Nerezavějícími šroubky se díky kampani „Učme se od ČLOA, učme se od Lej Fenga“ měli stát všichni občané ČLR.

## Kontroverze a význam v současné době
Podrobnosti o Lej Fengově životě uváděné v oficiální propagandistické kampani byly a jsou diskutabilní. Zatímco podle velké skupiny lidí Lej Feng existoval, vědci se všeobecně domnívají, že osoba vyobrazená v kampani byla téměř určitě výmysl.
O Lej Fengovi se dnes žáci učí jen v čistě historickém kontextu, ale například termín „活雷锋“ (chuo Lej Feng; doslova „žijící Lej Feng“) dnes označuje kohokoliv, kdo koná nezištně, kdo pomáhá druhým.